# 让-朱利安·罗耶尔
让-朱利安·罗耶尔（Jean-Julien Rojer，荷蘭語：[ˌʒɑ̃ːʒyˌljɛ̃ː ˈroːjɛr]；1981年8月25日—）是一位荷蘭職業網球運動員。
罗耶尔在雙打表現較為突出，奪得7座ATP雙打冠軍。他曾参加2012年夏季奥林匹克运动会和2016年夏季奥林匹克运动会。

## 外部連結
- 让-朱利安·罗耶尔（英文/西班牙文）的官方資料
- 让-朱利安·罗耶尔的國際網球總會 職業／青少年 官方資料（英文）
- 让-朱利安·罗耶尔的官方資料（英文）